# 威光そして栄誉
| 専門評論家によるレビュー | 専門評論家によるレビュー |
| レビュー・スコア         | レビュー・スコア         |
| 出典                     | 評価                     |
| ------------------------ | ------------------------ |
| Allmusic                 | [ 1 ]                    |

『威光そして栄誉』 (Loud 'N' Proud) は、スコットランドのロックバンド、ナザレスによって1973年にリリースされた4枚目のスタジオアルバム。

## 収録曲
Side 1
1. ゴー・ダウン・ファイティング (Go Down Fighting) — 3:07
2. ノット・フェイキング・イット (Not Faking It) — 4:01
3. ターン・オン・ユア・レシーヴァー (Turn On Your Receiver) — 3:19
4. ティーンエイジ・ナーヴァス・ブレイクダウン (Teenage Nervous Breakdown) — 3:43
5. フリー・ホイーラー (Free Wheeler) — 5:31

Side 2
1. ディス・フライト・トゥナイト (This Flight Tonight) — 3:24
2. チャイルド・イン・ザ・サン (Child in the Sun) — 4:51
3. ホリス・ブラウンのバラッド (The Ballad of Hollis Brown) — 9:11

「ティーンエイジ・ナーヴァス・ブレイクダウン」はローウェル・ジョージ、「ディス・フライト・トゥナイト」はジョニ・ミッチェル、「ホリス・ブラウンのバラッド」はボブ・ディランによる。その他はすべてダン・マッカファーティー、ピート・アグニュー、マニー・チャールトン、ダレル・スウィートによる作詞作曲。

## クレジット

### バンドメンバー
- ダン・マッカファーティー - リードヴォーカル
- ダレル・スウィート - パーカッション、ドラム、バッキングヴォーカル
- ピート・アグニュー - ベースギター、ファズベース (#8)、バッキングヴォーカル
- マニー・チャールトン (マニュエル・チャールトン) - リードギター、スライドギター、アコースティックギター、バッキングヴォーカル

### その他
- ロジャー・グローヴァー - プロデューサー、ベースギター、パーカッション (#5)
- マイク・ブラウン、ロバート・M・コリッチ - リマスタリング
- ジェフ・エメリック、ボブ・ハーパー、ジョン・ミルズ - エンジニア